# کنوانسیون حفظ و ترویج تنوع بیان‌های فرهنگی
«کنوانسیون حفظ و ترویج تنوع بیان‌های فرهنگی» از جمله کنوانسیونهای یونسکو است، که در سی و سومین اجلاس کنفرانس عمومی یونسکو در تاریخ ۲۰ اکتبر ۲۰۰۵ تصویب شد.
این کنوانسیون با هدف ایجاد شده که عبارت‌اند از
1. حمایت و ترویج تنوع بیان‌های فرهنگی
2. تقویت پیوند میان فرهنگ‌ها